# 让-乔治·勒弗朗·德·蓬皮尼昂

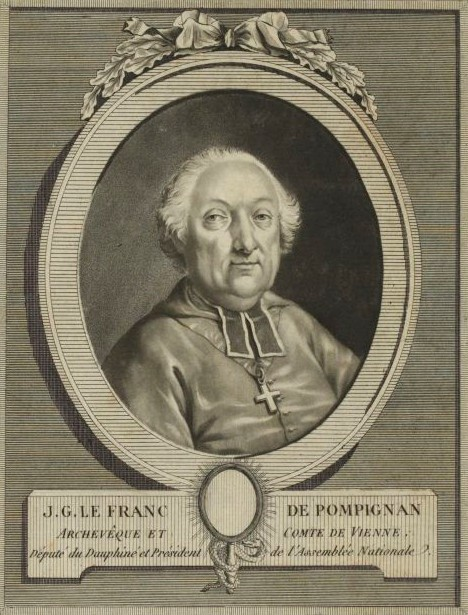
让-乔治·勒弗朗·德·蓬皮尼昂

让-乔治·勒弗朗·德·蓬皮尼昂（法語：Jean-Georges Lefranc de Pompignan）在1715年2月22日于蒙托邦出生，1790年12月29日逝世于巴黎。他是一个法国神职人员。他的弟弟是让-雅各·勒弗朗，蓬皮尼昂侯爵
蓬皮尼昂是维埃纳大主教，曾反对伏尔泰在《论贵格会》（Les Lettres d'un Quaker）中的善意讽刺。他被选入1789年法国三级会议，并加入了自由主义的阵营。他还带领149名神职人员加入第三等级来组成国民制宪议会。蓬皮尼昂是议会早期的主席之一，也在教士的公民组织法强制实施后担任公众信仰大臣一职。